# エリを正してソデまくるラジオ
エリを正してソデまくるラジオは、声優・仙台エリと、アダルトゲームメーカーCUFFSの広報・かたひとがパーソナリティを務めたインターネットラジオ番組である。

## 概要
- 配信期間：2016年4月22日 - 2017年3月31日（レギュラー放送終了）
- 配信日：毎週金曜日
- 配信局： ニコニコ動画、AbemaTV
- 収録時間：およそ30分
- スポンサー：有限会社CUFFS
- パーソナリティ：仙台エリ、かたひと

- 番組名にラジオと掲げているものの、音声配信ではなく動画配信の番組となっている。そのため、ラジオ番組でありながら写真や画像の掲載、PVやCM動画を流すことが可能となっている。なお、通常時は話している内容を表したテロップや、メールが採用されたリスナー名の表示などが行われている。
- 番組冒頭は仙台単独によるフリートークが設けられており、主に最近の出来事や個人的に好きな食べ物の紹介などの話であることが多い。
- かたひとは、呼びやすいからという理由により、番組内では仙台から本名の「森さん」と呼ばれている。

## コーナー

### 現在のコーナー
ふつおた
普通のお便りを紹介するコーナー
自分もう限界です！神様！お願いですから慰めてください！
リスナーから募集した悩みを聴き、慰めるコーナー
コーナー名に「慰めてください！」とあるものの、慰めることは少ない
この世は他力本願でできている。
自分の叶えてほしい願いを、誰かに叶えてもらおうというコーナー
俺のベスト３
他人から見ればどうでもいいベスト３を募集するコーナー
CUFFS ソデまくり通信
CUFFS関連作品やグッズなどの商品紹介や宣伝、告知を行うコーナー

### 過去のコーナー
ぼくのかんがえたさいきょうのひろいん
リスナーが美少女ゲームヒロインに不可欠だと考える要素を募集するコーナー
仙台エリの「おはよう」から「おやすみ」までボイスCD企画
「この世は他力本願でできている」コーナーから派生して生まれた
パーソナリティの仙台エリに言ってほしいボイスを募集し、ボイスCD化を目指すコーナー

## スペシャル企画

### 2016年エイプリルフール企画
2016年のエイプリルフール企画として、『ヨスガノソラ』に登場するラッパ寿司をモチーフとしたサイトが公開され、
その宣伝番組として特別編が配信された。なお、その特別編にて4月22日からレギュラー配信の決定が報告された。

### ヨスガノソラ再々放送記念（第13・14回）
アニメ『ヨスガノソラ』のAT-Xでの再々放送を記念したヨスガノソラスペシャル回
ゲストにアニメプロデューサーや出演声優を招き、「集まれ！奥木染町内会」という企画コーナーを展開
リスナーからの質問や思い出のメールを元に、いまだから話せる当時の裏話などを中心としたトークがなされた。

## ゲスト
| 配信回 | ゲスト名   | 職業（肩書）         | 備考                                                   |
| ------ | ---------- | -------------------- | ------------------------------------------------------ |
| 第 7回 | 葉月あすか | アイドル             |                                                        |
| 第 9回 | 高槻ナギー | 漫画家               |                                                        |
| 第13回 | 山中隆弘   | アニメプロデューサー | アニメ『ヨスガノソラ』再々放送記念回のゲストとして登場 |
| 第14回 | 田口宏子   | 声優                 | アニメ『ヨスガノソラ』再々放送記念回のゲストとして登場 |
| 第15回 | 双葉亮一   | シナリオライター     |                                                        |
| 第28回 | Duca       | 歌手                 |                                                        |